# Molly Keane
Molly Keane, née Marie Nesta Skrine le 20 juillet 1904 à Newbridge et morte le 22 avril 1996 à Ardmore, est une romancière et dramaturge irlandaise.
Elle signe certains de ses livres sous le nom d'emprunt de M. J. Farrell.

## Biographie
Keane naît le 20 juillet 1904 à Ryston Cottage, à Newbridge, dans le Comté de Kildare. Sa mère est une poétesse qui a écrit sous le pseudonyme de Moira O'Neill. Son père est un passionné de chevaux et de chasse. Elle grandit à Ballyrankin dans le Comté de Wexford et refuse d'aller en internat en Angleterre, comme l'ont fait ses sœurs. Elle est éduquée par sa mère, des gouvernantes, et une école à Bray, dans le Comté de Wicklow. Elle raconte que sa relation avec ses parents était fraiche, son enfance morne, et que sa passion pour la chasse à courre et les chevaux est née de ce besoin d'amusement. À dix-sept ans, la jeune fille est bloquée au lit en raison d'une suspicion de tuberculose. Elle se tourne vers l'écriture pour sortir de l'ennui. Son premier livre, The Knight of Cheerful Countenance, est publié par Mills & Boon. Elle écrit sous le pseudonyme de "M. J. Farrell", un nom qu'elle a aperçu en revenant de la chasse. Elle explique avoir écrit anonymement, car à l'époque, son activité aurait été mal perçue par son entourage.
Dans sa jeunesse elle passe beaucoup de temps dans une famille d'amis, dont les enfants s'appellent Sylvia et John Perry. Elle travaillera par la suite avec ce dernier sur un certain nombre de pièces. Ils rencontrent John Gielgud en 1938, qui devient un ami proche. Molly rencontre également via la famille Perry un certain John Keane, qu'elle épouse en 1938. Le couple a deux filles, Sally et Virginia. 
Keane aime Jane Austen. Avec esprit et un sens aigu de l'observation, elle dépeint le monde des grandes maisons irlandaises dans les années 1920 et 1930. Elle utilise son nom de femme mariée pour ses romans, dont plusieurs sont adaptés pour la télévision. 
Entre 1928 et 1956, elle écrit onze romans. Elle est membre de Aosdána, une académie irlandaise de promotion des arts. 
Son mari décède subitement en 1946, et, après l'échec d'une pièce de théâtre, elle ne publie rien pendant vingt ans. Après la mort de son mari, Molly déménage avec ses filles à Ardmore. 
En 1981, elle signe Good Behaviour sous son propre nom. C'est l'actrice Peggy Ashcroft qui encourage Molly Keane à publier le manuscrit, resté jusque là dans un tiroir. Le roman est sélectionné pour le Man Booker Prize.
Elle décède le 22 avril 1996 dans sa maison à flanc de falaise à Ardmore,. Elle est enterrée près de l'église, dans le centre du village.

### Romans, sous le nom de M. J. Farrell
- The Knight of Cheerful Countenance (1926)
- Young Entry (1928)
- Taking Chances (1929), Un beau mariage, trad. Anouk Neuhoff, La Table ronde (coll. La petite vermillon), 1997
- Mad Puppetstown (1931)
- Conversation Piece (1932)
- Devoted Ladies (1934)
- Full House (1935), Fragiles serments, trad. Cécile Arnaud, La table Ronde (coll. La petite vermillon), 2013
- The Rising Tide (1937), Et la vague les emporta..., trad. Frédérique Daber, La table ronde (coll. La petite vermillon), 1999
- Two Days in Aragon (1941)
- Loving Without Tears (1951), L'amour sans larmes, trad.Anouk Neuhoff, La table ronde (coll. La petite vermillon), 2013
- Treasure Hunt (1952), La chasse au trésor, trad. Cécile Arnaud, La Table Ronde (coll. Quai Voltaire), 2014

### Romans, sous le nom de Molly Keane
- Good Behaviour (1981). En français : Les Saint-Charles[10], trad. Simone Hilling, La Table Ronde (coll. La petite vermillon), 2014
- Time After Time (1983), La revenante, trad. Simone Hilling, La Table Ronde (coll. Petit Quai Voltaire), 2017
- Loving and Giving (1988) (titré Queen Lear aux États-Unis)

### Pièces de théâtre, sous le nom de M. J. Farrell
- Spring Meeting (1938) avec John Perry. Adapté à la télévision en 1941
- Ducks and Drakes (1942)
- Treasure Hunt (1949) (adapté au cinéma en 1952). En français : Chasse au trésor[10]
- Dazzling Prospect (1961)